# کیگاچ
کیگاچ (به لاتین: Kigach) یک رود در روسیه و قزاقستان است که در استان آستراخان واقع شده‌است.